# Culture dans la Vendée
La culture dans la Vendée désigne les principaux aspects d'ordre culturel dans le département français de la Vendée qui s'étend sur le littoral atlantique, en région Pays de la Loire, à l'ouest de la France.

## Une histoire prégnante et une économie dynamique

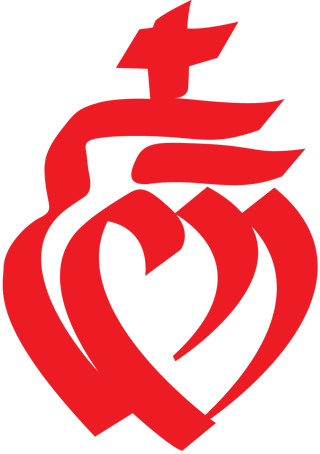
Le symbole de la Vendée, symbole de la dévotion catholique historique des Vendéens.

La Vendée est un département riche en histoire et en traditions. Bordée par l’océan Atlantique, elle est réputée pour ses paysages variés, mêlant plages de sable fin, marais poitevins et bocages verdoyants. La culture vendéenne est profondément marquée par son passé historique, notamment les Guerres de Vendée, qui ont laissé une empreinte durable dans l’identité locale.
Les habitants, fiers de leur patrimoine, perpétuent des coutumes ancestrales à travers la danse folklorique, les chants en patois et les festivités traditionnelles. Le fameux Puy du Fou, parc à thème historique, incarne parfaitement cet attachement aux racines vendéennes. Côté gastronomie, les spécialités comme la mogette, la brioche vendéenne et le préfou témoignent d’un art de vivre authentique.
Aujourd’hui, la Vendée est aussi tournée vers la modernité, avec un dynamisme culturel et touristique qui attire de nombreux visiteurs, tout en préservant l’âme chaleureuse et conviviale de ses habitants.

## Gastronomie
- La mogette était autrefois un plat consommé à tous les repas car il était peu cher et très nourrissant. Mais elle est encore beaucoup consommée aujourd'hui par tous les Vendéens. On peut la trouver dans les fêtes de villages (fêtes de la mogette). La mogette est idéalement servie avec des tranches de jambon de Vendée grillées.

- La brioche et la gâche sont les spécialités vendéennes les plus connues. Le département possède de nombreuses entreprises de fabrication de ces viennoiseries parmi lesquelles Sicard, Harrys, Fonteneau, La Mie Câline, ou encore La Fournée Dorée, qui inondent le marché national.
- le jambon de Vendée est un jambon sec qui se déguste cru, en tranches très fines, ou cuit en tranches épaisses. Il est délicieux accompagné de mogettes de Vendée. Ce produit bénéficie d'une Indication Géographique Protégée (IGP) .

- Le préfou est un pain précuit auquel on a ajouté du beurre mélangé avec de l'ail. Il se consomme réchauffé à l'apéritif et se décline en plusieurs recettes (au chèvre, au saumon, à la tomate, provençale, forestier...).

- Le fion ou le flan maraichin est un flan parfumé à la cannelle et à la vanille préparé traditionnellement lors des fêtes de Pâques et des communions.

- La Mélusine est une bière de Vendée.

- Les grillées ou graillées sont des tartines de pain grillé beurrées sur lesquelles on tartine des mogettes.

- Les tourtisseaux (sur la côte) ou foutimassons (dans le bocage), appelés encore bottereaux, ressemblent à des beignets.

- La choué vendéenne est une spécialité culinaire mélangeant choux, oignons, carottes, poitrines...

- La salicorne est une plante préparée et conservée comme le cornichon ; c'est une spécialité partagée avec la région guérandaise.

- Les vins des vignobles des Fiefs-vendéens, reconnus par une appellation d'origine contrôlée, sont une autre spécialité beaucoup moins connue (Rosés de Brem).

- Les caillebottes sont un mélange de lait caillé et de sucre.

- La gogue est à base de lait, d'oignons et de sang d'oie, de porc, de canard ou de poulet.

- Le vin de noah était autrefois assez répandu dans la région.

- Les alcools traditionnels sont nombreux, tels que la trouspinette (apéritif à base d'épines d'épine noire), la bourrinette (à base de feuilles de laurier), le pêcher (à base de feuilles de pêches de vigne), la noix, le pissenlit.

- La sauce aux lumas (escargots) a donné lieu à une chanson typique.

## Littérature
- François Rabelais
- Michel Ragon
- Yves Viollier
- Jean Yole
- Philippe de Villiers

## Peinture
- Gaston Chaissac
- Paul Baudry
- Charles Milcendeau
- Henry Simon

## Musique
- Leonie
- Philippe Katerine

## Événements
- La Déferlante, sur la Côte de Lumière, spectacles de rues
- Festival Dans les Jardins de William Christie, Les Arts Florissants, musique baroque
- Festival de Printemps, Les Arts Florissants, musique baroque
- Festival Face et Si, Mouilleron le Captif, musique
- Festival de Poupet, Saint-Malô-du-Bois musique
- Printemps du Livre de Montaigu, littérature
- Festival La Septième Vague, Brétignolles-sur-Mer, musique actuelle
- Festival Simenon, Les Sables-d'Olonne, littérature
- Festival Talus Talents, Sallertaine, musique
- Festival Les Feux de l'été, Saint-Prouant, musique
- Fête de la Renaissance, L'Herbergement, histoire
- Foire à l'Ancienne des 4 Jeudis, Challans, folklore et spectacles de rues.

## Filmographie
- La Ferme du pendu, 1945, de Jean Dréville, tourné à Pouzauges.
- Les Vieux de la vieille, 1960, de Gilles Grangier, tourné à Apremont.
- Un flic, 1972, de Jean-Pierre Melville, tourné à Saint-Jean-de-Monts et à Challans.
- César et Rosalie, 1972, réalisé par Claude Sautet, tourné à Noirmoutier.
- L'Arbre, le maire et la médiathèque, 1993, réalisé par Éric Rohmer, tourné à Saint-Juire-Champgillon.
- Le Garçu, 1995, de Maurice Pialat, tourné aux Sables-d'Olonne.
- Ensemble, nous allons vivre une très, très grande histoire d'amour..., 2010, de Pascal Thomas, tourné à Saint-Laurent-sur-Sèvre

## Les médias

### Presse
- Le Pays Yonnais
- Presse Océan

#### Quotidienne régionale
- Ouest-France

#### Hebdomadaire
- Le Courrier vendéen
- Hebdo Vendée
- Le Journal du Pays Yonnais
- Les Sables - Vendée Journal, (le Journal des Sables)
- Vendée Mag'

#### Bimensuel
- Le Journal de la Vendée

### Radios
- Alouette
- France Bleu Loire Océan
- Graffiti Urban Radio, La Roche-sur-Yon
- Neptune FM, Ile-d'Yeu
- Nov FM, Challans
- RCF Vendée
- Virgin Radio Vendée, (locale indépendante S.A.R.L. Régie Vendée)

### Télévisions locales
- France 3 Ouest.
- Télé 102. Les Sables-d'Olonne et alentours.
- Télé Sud Vendée. Luçon et alentours.
- TV Vendée.